# Магаденовац
Магаденовац је насељено место и седиште општине у северној Славонији, Осјечко-барањска жупанија, Република Хрватска.

## Историја
До територијалне реорганизације у Хрватској налазио се у саставу бивше велике општине Доњи Михољац.

## Становништво
На попису становништва из 2011. године, општина Магаденовац је имала 1.936 становника, од чега у самом насељу 109.
| Национални састав према попису из 2011.‍ | Национални састав према попису из 2011.‍ | Национални састав према попису из 2011.‍ | Национални састав према попису из 2011.‍ | Национални састав према попису из 2011.‍ |
| --------------------------------------- | --------------------------------------- | --------------------------------------- | --------------------------------------- | --------------------------------------- |
|                                         |                                         |                                         |                                         |                                         |
| Хрвати                                  | Хрвати                                  |                                         | 1.682                                   | 86,88%                                  |
| Срби                                    | Срби                                    |                                         | 195                                     | 10,07%                                  |
| остали                                  | остали                                  |                                         | 59                                      | 3,05%                                   |
| укупно: 1.936                           |                                         |                                         |                                         |                                         |

## Попис 1991.
На попису становништва 1991. године, насељено место Магаденовац је имало 106 становника, следећег националног састава:
| Попис 1991.‍  | Попис 1991.‍  | Попис 1991.‍ | Попис 1991.‍ | Попис 1991.‍ |
| ------------ | ------------ | ----------- | ----------- | ----------- |
|              |              |             |             |             |
| Хрвати       | Хрвати       |             | 75          | 70,75%      |
| Срби         | Срби         |             | 16          | 15,09%      |
| Југословени  | Југословени  |             | 12          | 11,32%      |
| неопредељени | неопредељени |             | 3           | 2,83%       |
| укупно: 106  |              |             |             |             |